# Szkoła rocka (serial telewizyjny)
Szkoła rocka (ang. School of Rock, 2016–2018) – amerykański serial komediowy wyprodukowany przez wytwórnie Armogida Brothers Productions, Passable Entertainment i Paramount Television, bazowany na podstawie filmu z 2003 roku o tym samym tytule.
Premiera serialu odbyła się w Stanach Zjednoczonych 12 marca 2016 na amerykańskim Nickelodeon. W Polsce serial zadebiutował 12 września 2016 na antenie Nickelodeon Polska.
15 listopada 2017 roku oficjalnie ujawniono, że Nickelodeon nie będzie kontynuował Szkoły Rocka i że 3 sezon będzie ostatnim sezonem.

## Fabuła
Akcja serialu rozgrywa się w Austin w stanie Teksas i opowiada o grupie pięciu dwunastoletnich uczniów – Tomiki, Freddy’ego, Summer, Zacka i Lawrence’a, którzy uczęszczają do szkoły. Szkolni uczniowie postanawiają założyć zespół rockowy pod okiem zastępczego nauczyciela pana Finna.

## Bohaterowie

### Główni
- Tomika (Breanna Yde) – 12-letnia uczennica, która jest najlepszą przyjaciółką Summer. Gra na gitarze basowej i jest wokalistką w zespole rockowym.
- Freddy (Ricardo Hurtado) – 12-letni uczeń, który jest uważany za najbardziej przystojnego faceta w swojej klasie. Ma najlepszych przyjaciół – Zacka i Lawrence’a. Gra na perkusji. Najpierw nie jest zauroczony Summer, lecz później podkochuje się w niej.
- Summer Breeze Hathaway (Jade Pettyjohn) – 12-letnia uczennica, która jest najlepszą przyjaciółką Tomiki. Najpierw jest zauroczona we Freddiem a później w Asherze. Gra na tamburynie. Jest managerem zespołu.
- Zack Kwon (Lance Lim) – 12-letni uczeń pochodzący z Chin, który jest najlepszym przyjacielem Lawrence’a i Freddy’ego. Gra na elektrycznej gitarze. Jego ojciec prowadzi wielką korporacje i marzy by Zack przejął jego firmę. Wykorzystuje Lawrence’a i jego wynalazki do celów zarobkowych, a samego Lawrence’a odtrąca od projektów.
- Lawrence (Aidan Miner) – 12-letni uczeń, który jest najlepszym przyjacielem Zacka i Freddy’ego. Jest uważany za najmądrzejszego dzieciaka w swojej klasie. Gra na keyboardzie. Czasami nie wie że Zack go wykorzystuje do celów zarobkowych.
- Pan Dewey Finn (Tony Cavalero) – nowy zastępczy nauczyciel oraz upadły muzyk rockowy, który uczy uczniów, jak grać i pracować w grupie.
- Dyrektor Rosalia Mullins (Jama Williamson) – dyrektorka szkoły. Nie wie że dzieciaki grają w kapeli Rockowej

### Drugoplanowi
- Clark Oshanon (Ivan Mallon) – szkolny dyżurny. Nie wie o zespole, prawdopodobnie dlatego nie chodzi do klasy pana Finna. Nie lubi Lawrence’a. „Pupilek” pani dyrektor (po Lawrensie). Spośród uczniów klasy pana Finna największą wrogość widać między nim a Tomiką.
- Kale (Brec Bassinger)
- Asher (Will Kindrachuk)

### Gościnnie
- Księżniczka Oliviana (Kira Kosarin) – nadęta księżniczka, która nie lubi „Szkoły Rocka”. Wystąpiła na przyjęciu urodzinowym Alison.

## Wersja polska
Wersja polska: na zlecenie Nickelodeon Polska – Master Film

Reżyseria: Agata Gawrońska-Bauman

Dialogi polskie:
- Anna Wysocka (odc. 1-12),
- Karolina Sowińska (odc. 13-32, 34-45)

Teksty piosenek: Aneta Michalczyk (odc. 37)

Dźwięk i montaż:
- Aneta Michalczyk (odc. 1-12),
- Jacek Osławski (odc. 13-25, 40),
- Marta Bator (odc. 26-32, 35)

Kierownictwo produkcji:
- Katarzyna Fijałkowska (odc. 1-12, 26-32, 35),
- Agnieszka Kołodziejczyk (odc. 13-25),
- Romuald Cieślak (odc. 40)

Nadzór merytoryczny:
- Katarzyna Dryńska (odc. 1-12),
- Aleksandra Dobrowolska (odc. 13-33, 35-44)

Wystąpili:
- Radosław Pazura – Dewey Finn
- Aleksandra Kowalicka – Summer
- Jeremi Czyż – Zack
- Maciej Falana – Freddy
- Olaf Marchwicki – Lawrence
- Amelia Natkaniec – Tomika
- Marta Markowicz – pani dyrektor Mullins
- Antek Scardina – Clark (odc. 26, 28, 32, 36, 39, 41-45)

W pozostałych rolach:
- Jakub Jankiewicz –
  - Clark (odc. 2-25),
  - uczeń w klasie pana Foksa (odc. 5)
- Jacek Kopczyński –
  - Colin Stuebner (odc. 2),
  - pan Fox (odc. 5),
  - Vince (odc. 8, 12),
  - Mick Bronson (odc. 25)
- Mateusz Narloch –
  - Ashton (odc. 3),
  - Trey (odc. 10)
- Janusz Wituch –
  - David Kwan (odc. 5),
  - Kodiak Joe (odc. 8),
  - aktor (odc. 40),
  - pan McKlusky (odc. 42)
- Martyna Kowalik – Księżniczka Oliviana (odc. 6)
- Sara Lewandowska –
  - Alison (odc. 6),
  - Winter (odc. 17)
- Andrzej Blumenfeld – ojciec Deweya Finna (odc. 6)
- Piotr Bajtlik – Justin (odc. 8, 12, 19, 38)
- Julia Siechowicz –
  - Maddie (odc. 10),
  - Esme (odc. 11, 14, 18, 24-25),
  - Olive (odc. 23)
- Julia Kołakowska-Bytner –
  - pani Ipson (odc. 11),
  - Cricket (odc. 31)
- Paweł Ciołkosz –
  - Hanz Glassmeier (odc. 11),
  - pan Sternhagen (odc. 18),
  - Mick Friedman (odc. 25),
  - Waldo (odc. 29),
  - mumia (odc. 42),
  - Sid (odc. 44-45)
- Otar Saralidze – Colin Stuebner (odc. 12)
- Katarzyna Kozak – pani Calpakis (odc. 13)
- Natalia Jankiewicz –
  - Kale (odc. 14-16, 20-22, 25, 27, 29, 36, 40),
  - Penny (odc. 34)
- Maja Kwiatkowska –
  - Katie (odc. 15),
  - Ali (odc. 24)
- Maksymilian Michasiów –
  - Asher (odc. 16-17, 22-23, 25, 27, 32, 37, 41),
  - Billy (odc. 24)
- Adam Bauman –
  - szkolny dozorca (Gary) (odc. 16, 37),
  - tata Eriki (odc. 40),
  - spiker (odc. 42)
- Marta Dylewska –
  - Daya (odc. 17),
  - Audrey (odc. 31, 40)
- Marta Dobecka – Makita (odc. 17)
- Igor Borecki – Holden (odc. 18)
- Jan Piotrowski –
  - Julian (odc. 20),
  - jeden z jurorów przyznających nagrodę dyrektora roku (odc. 43)
- Brygida Turowska – Janice Mendoza (odc. 24)
- Andrzej Chudy – pan Matheson (odc. 24)
- Mateusz Weber – Gordo (odc. 24)
- Tomasz Jarosz – Randall (odc. 25)
- Anna Gajewska –
  - mama Freddiego (odc. 26),
  - Joanne (odc. 31)
- Sławomir Pacek – Gooch (odc. 29)
- Jolanta Wołłejko –
  - niania Gert (odc. 30),
  - babcia Summer (odc. 38)
- Grzegorz Kwiecień –
  - Angus (odc. 31),
  - Quigley (odc. 35)
- Dominika Sell –
  - Jacqueline (odc. 34),
  - Erika (odc. 40),
  - Beth (odc. 44-45)
- Hanna Kinder-Kiss – staruszka (odc. 34)
- Wojciech Chorąży –
  - ochroniarz Gerald (odc. 34),
  - Colton Stuebner (odc. 44)
- Miłosz Konkel – Forest (odc. 36)
- Jan Cięciara – Slade (odc. 44-45)
- Adam Krylik – Pat (odc. 44-45)
- Agata Gawrońska-Bauman – wróżka (odc. 45)
- Krzysztof Szczepaniak
- Przemysław Wyszyński
- Grzegorz Pawlak
- Kamil Pruban
- Filip Rogowski

i inni
Lektor tytułu i tyłówki: Paweł Ciołkosz

### Odcinki
| Seria | Odcinki | Premiera serii   | Finał serii      | Premiera serii   | Finał serii         |
| ----- | ------- | ---------------- | ---------------- | ---------------- | ------------------- |
| 1     | 12      | 12 marca 2016    | 18 czerwca 2016  | 12 września 2016 | 26 września 2016    |
| 2     | 13      | 17 września 2016 | 28 stycznia 2017 | 20 marca 2017    | 1 października 2017 |
| 3     | 20      | 8 lipca 2017     | 8 kwietnia 2018  | 26 marca 2018    | b.d                 |

#### Seria 1 (2016)
| #  | Tytuł                                                                     | Reżyseria            | Scenariusz                                | Oryginalna premiera | Polska premiera  | Kod |
| -- | ------------------------------------------------------------------------- | -------------------- | ----------------------------------------- | ------------------- | ---------------- | --- |
| 1  | Wszyscy razem Come Together                                               | Jonathan Judge       | Jim Armogida, Steve Armogida i Mike White | 12 marca 2016       | 12 września 2016 | 112 |
| 2  | Nie można mieć wszystkiego Cover Me                                       | Jonathan Judge       | Gigi McCreery i Perry Rein                | 19 marca 2016       | 12 września 2016 | 101 |
| 3  | Uśmiechnij się do kamery! Video Killed the Speed Debate Star              | Bruce Leddy          | Jeremy Hall                               | 26 marca 2016       | 14 września 2016 | 104 |
| 4  | Nasza historia (A właściwie moja) The Story of Us (But More About Me)     | Bruce Leddy          | Eric Friedman                             | 2 kwietnia 2016     | 13 września 2016 | 103 |
| 5  | Bunt i punk rock We’re Not Gonna Take It                                  | Trevor Kirschner     | Laurie Parres                             | 9 kwietnia 2016     | 15 września 2016 | 105 |
| 6  | Nazwać Nieznane A Band with No Name                                       | Michael Shea         | Kevin Jakubowski                          | 16 kwietnia 2016    | 16 września 2016 | 106 |
| 7  | Każdy może być bohaterem We Can Be Heroes, Sort Of                        | Savage Steve Holland | Jay Kogen                                 | 23 kwietnia 2016    | 20 września 2016 | 108 |
| 8  | Odejść czy zostać? Should I Stay or Should I Go?                          | Sean Lambert         | Gigi McCreery i Perry Rein                | 30 kwietnia 2016    | 19 września 2016 | 107 |
| 9  | Kasa (Tego Nam trzeba) Money (That’s What I Want)                         | Trevor Kirschner     | Gigi McCreery i Perry Rein                | 7 maja 2016         | 22 września 2016 | 110 |
| 10 | Freddy i prawo do zabawy Freddy Fights for His Right to Party             | Jay Kogen            | Jeremy Hall                               | 4 czerwca 2016      | 21 września 2016 | 109 |
| 11 | Stare, dobre, rockandrollowe czasy (Really Really) Old Time Rock and Roll | Jonathan Judge       | Eric Friedman                             | 11 czerwca 2016     | 23 września 2016 | 111 |
| 12 | Jesteśmy mistrzami... prawie We Are the Champions... Maybe                | Trevor Kirschner     | Jay Kogen                                 | 18 czerwca 2016     | 26 września 2016 | 113 |

#### Seria 2 (2016–17)
| #  | Tytuł                                                        | Reżyseria          | Scenariusz                               | Oryginalna premiera  | Polska premiera     | Kod |
| -- | ------------------------------------------------------------ | ------------------ | ---------------------------------------- | -------------------- | ------------------- | --- |
| 13 | Zmiany Changes                                               | Trevor Kirschner   | Jim Armogida i Steve Armogida            | 17 września 2016     | 20 marca 2017       | 201 |
| 14 | Wybuchowa sprawa Wouldn’t It Be Nice?                        | Trevor Kirschner   | Jay Kogen                                | 24 września 2016     | 21 marca 2017       | 202 |
| 15 | Z tobą lub bez ciebie With or without You                    | Jody Margolin Hahn | Sarah Jane Cunningham i Suzie V. Freeman | 1 października 2016  | 22 marca 2017       | 203 |
| 16 | Przebranie idealne „Brilliant Disguise”                      | Trevor Kirschner   | Steve Skrovan                            | 8 października 2016  | 23 marca 2017       | 204 |
| 17 | Przeklinam cię! I Put a Spell on You                         | Jonathan Judge     | Lindsay Golder                           | 15 października 2016 | 29 marca 2017       | 208 |
| 18 | Co za koszmar! Welcome to My Nightmare                       | Trevor Kirschner   | Alison Flierl i Scott Chernoff           | 22 października 2016 | 31 marca 2017       | 210 |
| 19 | Jadą Jadłowozy Truckin                                       | Trevor Kirschner   | Jeremy Hall                              | 5 listopada 2016     | 30 marca 2017       | 209 |
| 20 | Dwugłos Voices Carry                                         | Eric Dean Seaton   | Jeremy Hall                              | 12 listopada 2016    | 28 marca 2017       | 207 |
| 21 | Ona naprawdę z nim chodzi? Is She Really Going Out with Him? | Jonathan Judge     | Harry Hannigan                           | 19 listopada 2016    | 27 marca 2017       | 206 |
| 22 | Całkowite zaćmienie Total Eclipse of the Heart               | Jay Kogen          | Corinne Marshall                         | 7 stycznia 2017      | 10 września 2017    | 211 |
| 23 | Porozmawiajmy o interesach Takin’ Care of Business           | Jonathan Judge     | Scott Chernoff i Alison Flierl           | 14 stycznia 2017     | 24 marca 2017       | 205 |
| 24 | Nieporozumienie Don’t Let Me Be Misunderstood                | Trevor Kirschner   | Jay Kogen                                | 21 stycznia 2017     | 24 września 2017    | 212 |
| 25 | Nigdy nie przestawaj wierzyć Don’t Stop Believin             | Jonathan Judge     | Steve Armogida & Jim Armogida            | 28 stycznia 2017     | 1 października 2017 | 213 |

#### Seria 3 (od 2017)
| #  | Tytuł                                                        | Reżyseria        | Scenariusz                               | Oryginalna premiera | Polska premiera      | Kod |
| -- | ------------------------------------------------------------ | ---------------- | ---------------------------------------- | ------------------- | -------------------- | --- |
| 26 | Wrzuć na luz Hold on Loosely                                 | Jonathan Judge   | Jim Armogida i Steve Armogida            | 8 lipca 2017        | 26 marca 2018        | 301 |
| 27 | Chcesz poznać sekret? Do You Want to Know a Secret?          | Eric Dean Seaton | Suzie V. Freeman i Sarah Jane Cunningham | 15 lipca 2017       | 27 marca 2018        | 302 |
| 28 | Prawdziwe oblicze True Colors                                | Victor Gonzalez  | Steve Skrovan                            | 22 lipca 2017       | 28 marca 2018        | 303 |
| 29 | Lider zespołu Leader of the Band                             | Trevor Kirschner | Jeremy Hall                              | 29 lipca 2017       | 29 marca 2018        | 305 |
| 30 | Druga strona lata The Other Side of Summer                   | Victor Gonzalez  | Jay Kogen                                | 5 sierpnia 2017     | 30 marca 2018        | 307 |
| 31 | Pensja minimalna Minimum Wage                                | Jay Kogen        | Clay Lapari                              | 12 sierpnia 2017    | 2 kwietnia 2018      | 309 |
| 32 | Bohaterzy i złoczyńcy Heroes & Villains                      | Trevor Kirschner | Harry Hannigan                           | 18 listopada 2017   | 3 kwietnia 2018      | 304 |
| 33 | Jingle Bell Rock                                             | Jonathan Judge   | Suzie V. Freeman i Sarah Jane Cunningham | 3 grudnia 2017      | b.d                  | 315 |
| 34 | Fajna sprawa Kool Thing                                      | Victor Gonzalez  | Sarah Jane Cunningham i Suzie V. Freeman | 7 stycznia 2018     | 1 października 2018  | 311 |
| 35 | Czy ja bym Cię okłamał? Would I Lie to You?                  | Katy Garretson   | Alison Flierl i Scott Chernoff           | 14 stycznia 2018    | 4 kwietnia 2018      | 308 |
| 36 | Szczenięca miłość Puppy Love                                 | Katy Garretson   | Scott Chernoff i Alison Flierl           | 21 stycznia 2018    | 2 października 2018  | 306 |
| 37 | Miłość to pole bitwy Love Is a Battlefield                   | Trevor Kirschner | Harry Hannigan                           | 28 stycznia 2018    | 3 października 2018  | 312 |
| 38 | Kwestia zaufania A Matter of Trust                           | Katy Garretson   | Steve Skrovan                            | 11 lutego 2018      | 4 października 2018  | 310 |
| 39 | Don’t Know What You Got (‘Til It’s Gone)                     | Tony Cavalero    | Shawn Simmons                            | 18 lutego 2018      | 5 października 2018  | 314 |
| 40 | Nie bój się Not Afraid                                       | Steve Armogida   | Jeremy Hall                              | 25 lutego 2018      | 8 października 2018  | 319 |
| 41 | Niespodzianka, niespodzianka Surprise, Surprise              | Jay Kogen        | Jeremy Hall                              | 4 marca 2018        | 9 października 2018  | 313 |
| 42 | Musimy się stąd wydostać We Gotta Get Out of This Place      | Jonathan Judge   | Shawn Simmons                            | 11 marca 2018       | 10 października 2018 | 316 |
| 43 | Zdjęcie Photograph                                           | Jim Armogida     | Jay Kogen                                | 18 marca 2018       | 11 października 2018 | 320 |
| 44 | Kocham rock and roll: część I I Love Rock and Roll: Part I   | Trevor Kirschner | Steve Armogida i Jim Armogida            | 1 kwietnia 2018     | 12 października 2018 | 317 |
| 45 | Kocham rock and roll: część II I Love Rock and Roll: Part II | Trevor Kirschner | Steve Armogida i Jim Armogida            | 8 kwietnia 2018     | 15 października 2018 | 318 |

### Produkcja
W sierpniu 2014 roku, stacja Nickelodeon ogłosiła, że powstanie serial telewizyjny na podstawie filmu. Pełna lista obsady pojawiła się w marcu 2015 roku. Dnia 5 kwietnia 2016 zostało potwierdzone, że powstanie drugi sezon serialu składający się z trzynastu odcinków. Aktorka Breanna Yde napisała na Twitterze, że produkcja drugiego sezonu rozpoczęła się 24 kwietnia 2016. Drugi sezon serialu odbędzie się 17 września 2016 na amerykańskim Nickelodeon. Dnia 2 grudnia 2016 zostało potwierdzone, że powstanie trzeci sezon serialu składający się z dwudziestów odcinków. Produkcja zaplanowana jest na początek 2017 roku. Zaś premiera serialu będzie mieć miejsce 8 lipca 2017 w USA.